# OJUN
O JUN（おう じゅん、1956年 - 　）は、日本の画家。
ミヅマアートギャラリーに所属している。

## 略歴
- 1956年、東京都生まれ
- 1980年、東京芸術大学美術学部油画科卒業
- 1982年、東京芸術大学大学院美術研究科油画専攻修士修了
- 1984年、～85年スペイン（バルセロナ）滞在
- 1990年、～94年までドイツ（デュセルドルフ）滞在
- 2009年度から東京芸術大学美術学部油画科准教授
- 不明年度から2021年度まで同教授
- 2022年度から多摩美術大学絵画科油画専攻客員教授、在任中。

## 作品
見覚え・聞き覚えのあるような事象の断片を思わせる場面、記号化された図像、強い画面の余白、画面を縁取る重い鉄のフレームとガラス板などを作品の特徴とする絵画。